# جزر ديراوان

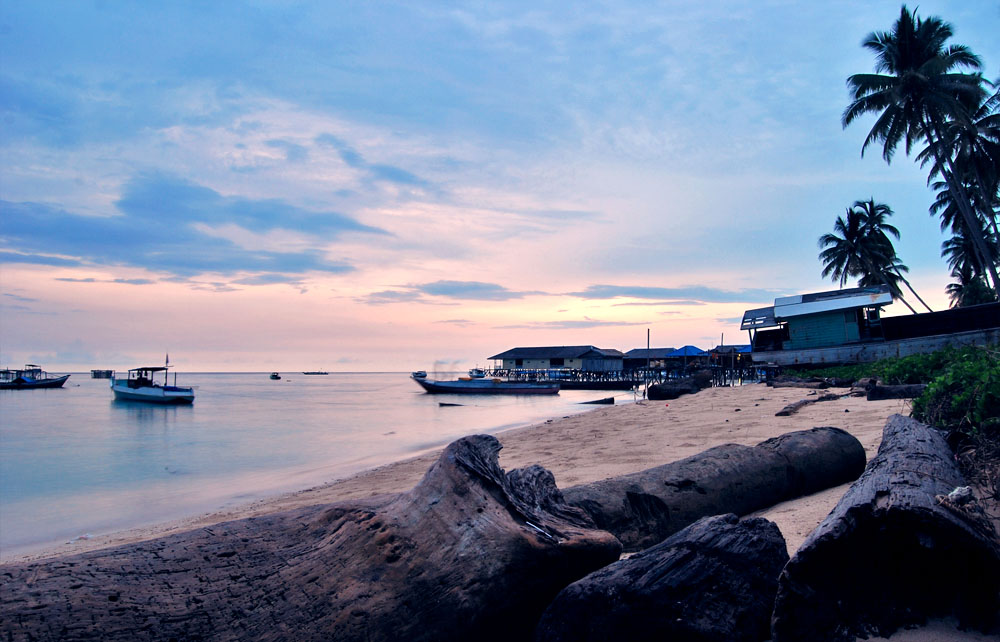

مجموعة جزر ديراوان جزر تقع ضمن مقاطعة كالمنتان الشرقية في إندونيسيا تقع في بحر سولاويسي مقابل الساحل الشرقي لكليمنتان، ومن أهم الجزر:
- جزيرة ديراوان
- جزيرة سانغالاكي
- جزيرة كاكابان
- جزيرة ماراتوا
- جزيرة بانجانغ
- جزيرة ساماما

إضافة إلى الشعاب المرجانية المغمورة والجزيرات الصغيرة.

## التنوع الحيوي
تمثل جزر ديراوان نقطة ساخنة للتنوع البيولوجي، حيث تتميز جزر ديراوان ب872 نوعاً من أسماك الشعاب المرجانية و507 نوعاً من المرجان واللافقاريات بما في ذلك الأنواع المحمية (5 أنواع البطلينوس العملاق (Giant clam)، ونوعين من السلاحف البحرية وسلطعون جوز الهند وغيرها). بعض الجزر تستغلها السلاحف للتبييض، كما يوجد الآن أكبر موقع تعشيش السلاحف الخضراء في إندونيسيا.

## السكان
توجد جزيرتان مأهولتان بالسكان، وهما:
- جزيرة ديراوان (فيها قرية واحدة يسكنها 1259 نسمة)
- جزيرة ماراتوا (فيها أربع قرى يسكنها 2704 نسمة)

## الاقتصاد
الصيد هو المصدر الرئيس للدخل. منذ أوائل تسعينات القرن العشرين، والناس يصطادون سمك الهامور وأسماك نابليون والكركند لسد الطلب المتزايد.
هناك 3 منتجعات الغطس في جزر ديراوان، إضافة إلى المزيد من المنتجعات الإضافية والتسهيلات المخطط إنجازها.

## مشاكل
من مشاكل جزر ديراوان:
- الصيد الجائر والاستغلال المفرط، بما في ذلك جمع بيض سلاحف
- صيد الأسماك المدمر باستخدام السيانيد والمتفجرات
- التدهور البيئي الناتج عن الأنشطة ذات الصلة بالغوص والسياحة، وخاصة حول البحيرة كاكابان
- زيادة تعرية التربة بسبب أنشطة قطع الأشجار خصوصا قرب مصب بيراو
- زيادة التلوث بسبب مياه الصرف الصحي من قبل عدد السكان المتزايد في الجزر الصغيرة والتنمية السياحية المكثفة.

منذ عام 2011، قام نادي بيراو للغوص بمساعدة الصندوق العالمي للطبيعة لإنقاذ الشعاب المرجانية في جزيرة ديراوان.

## الجزر
هنالك 31 جزيرة تحمل اسماً من مجموعة جزر ديراوان:
| No. | اسم الجزيرة            | هكتار  |
| --- | ---------------------- | ------ |
| 1.  | جزيرة سيموت            | 6.9    |
| 2.  | جزيرة أندونغابو        | 5.3    |
| 3.  | جزيرة باكونغان         | 8.7    |
| 4.  | جزيرة بانتيان          | 230.6  |
| 5.  | جزيرة بيسنغ            | 560.1  |
| 6.  | جزيرة بونجونغ          | 123.2  |
| 7.  | جزيرة بولينغيسان       | 4.5    |
| 8.  | جزيرة ديراوان          | 44.6   |
| 9.  | جزيرة ماراتاو          | 2375.7 |
| 10. | جزيرة نونوكان          | 4.8    |
| 11. | جزيرة بانجانغ          | 565.4  |
| 12. | جزيرة رابو-رابو        | 26.7   |
| 13. | جزيرة سانغلاكي         | 15.9   |
| 14. | جزيرة سانغالان         | 3.5    |
| 15. | جزيرة سابينانغ         | 241.3  |
| 16. | جزيرة سيماما           | 91.1   |
| 17. | جزيرة سيداو            | 31.2   |
| 18. | جزيرة تياونغ           | 372.5  |
| 19. | جزيرة باباهانان        | 2.0    |
| 20. | جزيرة كاكابان          | 774.2  |
| 21. | جزيرة سودانغ الكبرى    | 6145.8 |
| 22. | جزيرة تولاساو          | 1080.0 |
| 23. | جزيرة تيمبورونغ        | 1291.2 |
| 24. | جزيرة بيلانغ-بيلانغان  | 25.2   |
| 25. | جزيرة مانيمبورا        | 2.0    |
| 26. | جزيرة بلامبانغان       | 22.0   |
| 27. | جزيرة سامبيت           | 18.0   |
| 28. | جزيرة ماتاها           | 25.8   |
| 29. | جزيرة كانيونجان الكبرى | 73.3   |
| 30. | جزيرة كانيونجان الصغرى | 10.2   |
| 31. | جزيرة بالي كوكوب       | 18.2   |

## وصلات خارجية
- الغوص لحماية الشعاب المرجانية في ديراوان (باللغة الإنكليزية)